# Championnats d'Amérique du Nord de patinage artistique 1935
Navigation
Édition précédente Édition suivante
Les 7e championnats d'Amérique du Nord de patinage artistique ont lieu les 21 et 22 février 1935 à Montréal dans la province de Québec au Canada. 
L'évènement est organisé au Club d'hiver de Montréal pour les figures imposées (Messieurs et Dames) et les programmes courts (Couples et Quartettes), et au Forum de Montréal pour les programmes libres.
Quatre épreuves y sont organisées: messieurs, dames, couples artistiques et quartettes.
Constance Wilson-Samuel remporte son quatrième et dernier titre consécutif chez les Dames ; son frère Montgomery Wilson remporte également son quatrième titre consécutif chez les Messieurs.

## Podiums
| Épreuves                       | Or                                                              | Argent                                                    | Bronze                                                           |
| ------------------------------ | --------------------------------------------------------------- | --------------------------------------------------------- | ---------------------------------------------------------------- |
| Messieurs résultats détaillés  | Montgomery Wilson                                               | Robin Lee                                                 | James Lester Madden                                              |
| Dames résultats détaillés      | Constance Wilson-Samuel                                         | Maribel Vinson                                            | Suzanne Davis                                                    |
| Couples résultats détaillés    | Maribel Vinson / George Hill                                    | Constance Wilson-Samuel / Montgomery Wilson               | Louise Bertram / Stewart Reburn                                  |
| Quartettes résultats détaillés | Margaret Davis / Prudence Holbrook / Melville Rogers / Guy Owen | Nettie Prantel / Ardelle Kloss / Joseph Savage / Roy Hunt | Suzanne Davis / Grace Madden / George Hill / Frederick Goodridge |

## Tableau des médailles
| Rang  | Nation     | Or | Argent | Bronze | Total |
| ----- | ---------- | -- | ------ | ------ | ----- |
| 1     | Canada     | 3  | 1      | 1      | 5     |
| 2     | États-Unis | 1  | 3      | 3      | 7     |
| Total | Total      | 4  | 4      | 4      | 12    |

## Détails des compétitions

### Messieurs
| Rang | Nom                 | Pays       |
| ---- | ------------------- | ---------- |
| 1    | Montgomery Wilson   | Canada     |
| 2    | Robin Lee           | États-Unis |
| 3    | James Lester Madden | États-Unis |
| 4    | Roger Turner        | États-Unis |
| 5    | Osborne Colson      | Canada     |
| 6    | George Hill         | États-Unis |
| 7    | Guy Owen            | Canada     |
| 8    | Wingate Snaith      | Canada     |

### Dames
| Rang | Nom                     | Pays       |
| ---- | ----------------------- | ---------- |
| 1    | Constance Wilson-Samuel | Canada     |
| 2    | Maribel Vinson          | États-Unis |
| 3    | Suzanne Davis           | États-Unis |
| 4    | Veronica Clarke         | Canada     |
| 5    | Louise Weigel           | États-Unis |
| 6    | Estelle Weigel          | États-Unis |
| 7    | Frances Claudet         | Canada     |

### Couples
| Rang | Nom                                         | Pays       |
| ---- | ------------------------------------------- | ---------- |
| 1    | Maribel Vinson / George Hill                | États-Unis |
| 2    | Constance Wilson-Samuel / Montgomery Wilson | Canada     |
| 3    | Louise Bertram / Stewart Reburn             | Canada     |
| 4    | Grace Madden / James Lester Madden          | États-Unis |
| 5    | Frances Claudet / Donald Cruikshank         | Canada     |
| 6    | Polly Blodgett / Roger Turner               | États-Unis |
| 7    | Eva Schwerdt / William Bruns                | États-Unis |

### Quartettes
| Rang | Nom                                                              | Pays       |
| ---- | ---------------------------------------------------------------- | ---------- |
| 1    | Margaret Davis / Prudence Holbrook / Melville Rogers / Guy Owen  | Canada     |
| 2    | Nettie Prantel / Ardelle Kloss / Joseph Savage / Roy Hunt        | États-Unis |
| 3    | Suzanne Davis / Grace Madden / George Hill / Frederick Goodridge | États-Unis |